# Capannile
Capannile is een plaats (frazione) in de Italiaanse gemeente Lari.